# 共同民主党
共同民主黨（韩语：／ Deobureominjudang），简称民主黨，原名新政治民主聯合（韩语：／ Saejeongchiminjuyeonhap），是大韓民國的一个中间至中間偏左的自由主義政黨，其历史可追溯至1955年成立的民主黨。以該黨為首的自由或進步陣營，與以國民力量為首的保守陣營並列為南韓兩大主要政治陣營。目前為大韓民國執政黨，並擁有国会的多數黨地位。

## 历史

### 新政治民主联合时期（2014年-2015年）

新政治民主聯合時期（2014－2015）政黨標誌

#### 创党与安哲秀·金汉吉体制
2012年韩国总统大选后，败选的民主统合党由非卢派的金汉吉当选党首，金汉吉开启党务革新，将党的路线往中间调整，并将民主统合党改名为民主党；与此同时，在大选中中途退选，但仍拥有高人气的安哲秀参与国会补选并当选，此后开始筹建新党——新政治联合。为备战2014年地方选举，安哲秀和金汉吉将两党合并，建立新党——新政治民主联合，二人担任共同党首，首任院内代表为朴映宣。
在6月4日的地方选举中，新政治民主联合在17個广域自治团体中，赢得包括首爾特別市的9席，但全國地方議員數目減少，朝野两党不分伯仲。而在7月30日的国会议员补选中，新政治民主聯合僅赢得15个选区中的4席，安哲秀和金漢吉引咎辭職。属于亲卢派的院内代表朴映宣和国会議員文喜相先后担任非常对策委员长，亲卢派开始重新掌控党权。

#### 文在寅体制
2015年2月8日的首届全党大会上，卢武铉政府末代总统秘书室长，2012年总统选举中民主统合党的候选人文在寅以微弱优势击败非卢派代表人物朴智元，当选新代表。
文在寅就任后，新政治民主联合在4月29日和10月28日的补选中连遭惨败，民调也毫无起色，内讧却愈演愈烈：文在寅本人被党内停权，郑东泳、千正培、朴智元等非卢派要员接连退党。12月13日，创党党首安哲秀退党，于第二年另建國民之黨，另一创党党首金汉吉也宣布退党。文在寅在12月28日更改党名为共同民主党，随后于次年1月27日辞去党代表职务。

### 共同民主党时期（2016年至今）

2016年至2024年間使用的共同民主黨標誌，八色旗幟標誌為民主的「民」字元音「ㅁ」字形象化

#### 重返执政
文在寅辞职后，老牌政客金钟仁担任非常对策委员长，就经济议题向朴槿惠政府发起猛攻，呼吁“审判经济无能的执政党”。4月13日的第20届國會选举中，共同民主黨在全羅道不少议席被國民之黨奪取，但取得首都圈范围内的大部分议席，总计获得123席（其中有13席为比例议席，政黨票數僅獲第三名），成为国会第一大党。选后孙鹤圭、金钟仁等非文派接连退党，形成了文在寅一枝独秀的局面。8月27日，親文派的秋美愛当选党代表。
崔顺实干政风波爆发后，文在寅积极参与弹劾活动，民调扶摇直上。2017年4月3日，文在寅成為共同民主黨提名的總統候选人，并在5月9日的總統選舉中當選，韓國自由派在相隔九年後再次執政。

#### 文在寅政府
文在寅就任总统初期，民调始终位居80％以上的高位，共同民主党的支持率也位居50％上下，遥遥领先其他在野党。第二年虽然遭遇了忠清南道知事安熙正性丑闻等负面事件的困扰，但是在南北关系上取得了重大突破——4月27日，朝鮮領導人金正恩跨過軍事分界線至韓國，與韓國總統文在寅進行南北韓高峰會，并共同發表板門店宣言。6月12日，在文在寅的撮合下，金正恩与美国总统特朗普在新加坡举行首次朝美首脑会晤。受惠于此，次日的地方選舉和再补选中，共同民主黨拿下17个广域团体长中的14个，12个国会席次中的11个，獲得地方選舉史上最大勝利。8月25日，前總理、國會議員李海瓚當選為第四任黨代表。
2019年，由于在经济民生问题上解决不利，南北与朝美关系也陷于停滞，再加上文在寅提名的新人法务部长曹国涉嫌女儿特权就学等争议，文在寅的支持率首度跌破40％，共同民主党民调也被最大在野党自由韩国党拉近。但次年新冠疫情爆发，文在寅政府初期处理稳健，在4月14日的國會选举中，共同民主黨及衛星黨共同市民黨取得300席中的180席，是自1987年韓國民主化後，首次有執政黨取得國會五分之三的絕對多數席次。8月29日，前總理、國會議員李洛淵當選為第五任黨代表。
国会选举获胜得以完全执政的共同民主党，却陷入了性丑闻风暴之中——4月23日，釜山市長吳巨敦由於性騷擾醜聞辭職，也遭共同民主黨開除黨籍；7月9日，首爾市長朴元淳因为性骚扰丑闻輕生。与此同时，民調機構Realmeter公佈政黨支持率調查結果，最大在野党未來統合黨的支持率达到36.5％，超越共同民主黨的33.4％ ，為自2016年10月爆發朴槿惠政治醜聞後，保守派政黨的支持率首度超越自由派政黨。
2021年初，媒体曝光韩国土地住宅公社多名员工利用内幕消息购买土地牟利，后续调查发现涉案人数超过一百人。韓國國土交通部部长卞彰欽引咎辞职，但仍然无法制止民意海啸。同年的韓國地方首長及議員補選中，共同民主党惨败，失去首爾、釜山市長及多個地方首長和議員席位。在首爾市長補選中，出現了以往是民主党坚定支持者20歲年輕世代以顯著優勢支持保守派政黨國民力量的情形。李洛渊引咎辞去党代表职务，由宋永吉继任。也使得立场较文在寅、李洛渊二人偏左的京畿道知事李在明在党内再无竞争对手。2021年10月10日，李在明在共同民主党大选初选中击败李洛渊获胜。

#### 再度在野
面对民调长期落后的不利局面，李在明打出“有能的经济总统”作为竞选口号，强调“经济”“改革”等词，与文在寅失败的房地产政策做切割。次年3月10日的總統選舉，李在明以不到1%落選，共同民主黨於此次選舉中失去執政權，但因掌握國會過半數議席，仍掌握立法權。受尹锡悦新上任民调“蜜月期”和党内性丑闻的影响，同年6月1日的地方選舉，共同民主黨僅勝出京畿、全南、全北、光州和濟州。8月28日，李在明当选新一任代表。然而，到了2024年，尹锡悦上任总统以来施政满意度多为不满意居多，在野党提出的“政权审判论”气势如虹，共同民主党因此在当年的国会选举中赢得175席，延续第一大党位置。

#### 重返执政
2024年12月3日晚，尹锡悦宣布实施“紧急戒严”，国会朝野各黨議員于次日1时迅速召开会议，190名议员一致通过解除戒严案。尹锡悦於凌晨4时30分召开内阁会议，正式撤销戒严令。此次戒嚴從開始到結束僅約6小時。以共同民主党为首的在野各党对尹锡悦发起弹劾，并于12月12日通过。宪法法院于2025年4月4日通过弹劾案，根据《大韓民國憲法》第68条规定，总统若在任期中因弹劾等原因出缺，需在60日内选出继任者，因此原定于2027年举行的第21届总统选举提前至2025年6月3日举行。選舉結果，共同民主党候选人李在明于4日当选总统，由於该党在國會仍為第一大黨，是继2020年后再次完全执政。

## 黨務組織

### 歷任黨首
| 新政治民主联合時期 |                |                    |                |                |
| 任次               | 姓名           | 職銜               | 就任日期       | 离任日期       |
| 1                  | 金汉吉         | 共同代表           | 2016年2月2日   | 2016年6月29日  |
| 1                  | 安哲秀         | 共同代表           | 2016年2月2日   | 2016年6月29日  |
| 临时               | 朴映宣         | 國民共感革新委員長 | 2014年8月4日   | 2014年9月17日  |
| 文喜相             | 非常對策委員長 | 2014年9月18日      | 2015年2月8日   |                |
| 2                  | 文在寅         | 代表               | 2015年2月9日   | 2015年12月26日 |
| 共同民主党時期     |                |                    |                |                |
| 任次               | 姓名           | 職銜               | 就任日期       | 离任日期       |
| 1                  | 文在寅         | 代表               | 2015年12月27日 | 2016年1月27日  |
| 临时               | 金鍾仁         | 非常對策委员会代表 | 2016年1月27日  | 2016年8月27日  |
| 2                  | 秋美愛         | 代表               | 2016年8月27日  | 2018年8月25日  |
| 3                  | 李海瓒         | 代表               | 2018年8月25日  | 2020年8月29日  |
| 4                  | 李洛渊         | 代表               | 2020年8月29日  | 2021年3月9日   |
| 临时               | 金太年         | 代表權限代行       | 2021年3月9日   | 2021年4月8日   |
| 临时               | 都鍾煥         | 非常對策委員長     | 2021年4月8日   | 2021年4月16日  |
| 临时               | 尹昊重         | 代表權限代行       | 2021年4月16日  | 2021年5月2日   |
| 5                  | 宋永吉         | 代表               | 2021年5月2日   | 2022年3月10日  |
| 临时               | 尹昊重 朴志玹  | 非常對策委員長     | 2022年3月10日  | 2022年6月2日   |
| 朴洪根             | 代表權限代行   | 2022年6月2日       | 2022年6月10日  |                |
| 禹相虎             | 非常對策委員長 | 2022年6月10日      | 2022年8月28日  |                |
| 6                  | 李在明         | 代表               | 2022年8月28日  | 2024年6月24日  |
| 临时               | 朴贊大         | 代表權限代行       | 2024年6月24日  | 2024年8月18日  |
| 7                  | 李在明         | 代表               | 2024年8月18日  | 2025年4月9日   |
| 临时               | 朴贊大         | 代表權限代行       | 2025年4月9日   | 2025年6月13日  |
| 临时               | 金炳基         | 代表權限代行       | 2025年6月13日  | 2025年8月2日   |
| 8                  | 鄭清來         | 代表               | 2025年8月2日   | 現任           |

### 歷任國會領袖
| 新政治民主联合時期 |        |                  |                |                |
| 任次               | 姓名   | 職銜             | 就任日期       | 离任日期       |
| 1                  | 田炳憲 | 院内代表         | 2014年3月26日  | 2014年5月8日   |
| 2                  | 朴映宣 | 院内代表         | 2014年5月8日   | 2014年10月2日  |
| 临时               | 金瑛錄 | 院内代表權限代行 | 2014年10月2日  | 2014年10月9日  |
| 3                  | 禹潤根 | 院内代表         | 2014年10月9日  | 2015年5月8日   |
| 4                  | 李鍾杰 | 院内代表         | 2015年5月8日   | 2015年12月26日 |
| 共同民主党時期     |        |                  |                |                |
| 任次               | 姓名   | 職銜             | 就任日期       | 离任日期       |
| 1                  | 李鍾杰 | 院内代表         | 2015年12月27日 | 2016年5月4日   |
| 2                  | 禹相虎 | 院内代表         | 2016年5月4日   | 2017年5月16日  |
| 3                  | 禹元植 | 院内代表         | 2017年5月16日  | 2018年5月11日  |
| 4                  | 洪永杓 | 院内代表         | 2018年5月11日  | 2019年5月8日   |
| 5                  | 李仁榮 | 院内代表         | 2019年5月9日   | 2020年5月6日   |
| 6                  | 金太年 | 院内代表         | 2020年5月7日   | 2021年4月8日   |
| 临时               | 金榮鎭 | 院内代表權限代行 | 2021年4月8日   | 2021年4月16日  |
| 7                  | 尹昊重 | 院内代表         | 2021年4月16日  | 2022年3月24日  |
| 8                  | 朴洪根 | 院内代表         | 2022年3月24日  | 2023年4月28日  |
| 9                  | 朴洸瑥 | 院内代表         | 2023年4月28日  | 2023年9月21日  |
| 10                 | 洪翼杓 | 院内代表         | 2023年9月26日  | 2024年5月3日   |
| 11                 | 朴贊大 | 院内代表         | 2024年5月3日   | 2025年6月13日  |
| 12                 | 金炳基 | 院内代表         | 2025年6月13日  | 现任           |

### 黨中央

#### 第1期最高委員会（2014年3月－2014年7月）
- 共同代表：安哲秀、金漢吉
- 常任最高委員：安哲秀、金漢吉、辛京珉（朝鲜语：신경민）、趙慶泰、梁承晁、禹元植、田炳憲（朝鲜语：전병헌） → 朴映宣、李啓安（朝鲜语：이계안）、李容璟（朝鲜语：이용경）、郑延浩（音译）、金三和（朝鲜语：김삼화）、表哲洙（朝鲜语：표철수）
- 最高委員：李龍得（朝鲜语：이용득）、朴惠子（朝鲜语：박혜자）、鄭均桓（朝鲜语：정균환）、金孝錫（朝鲜语：김효석 (1949년)）、金勤（音译）、吴洪根（音译）
- 院內代表：田炳憲（朝鲜语：전병헌） → 朴映宣
- 事務總長：盧雄來 → 朱昇鎔（朝鲜语：주승용）
- 政策委員會議長：張秉浣（朝鲜语：장병완） → 禹潤根（朝鲜语：우윤근）
- 院內首席副代表：鄭成湖 → 金瑛錄

#### 國民共感革新委員会（2014年8月－2014年9月）
- 國民共感革新委員長：朴映宣
- 院內代表：朴映宣
- 事務總長：趙正湜
- 政策委員會議長：禹潤根（朝鲜语：우윤근）
- 院內首席副代表：金瑛錄

#### 非常對策委員会（2014年9月－2015年2月）
- 非常對策委員長：文喜相
- 非常對策委員：朴智元 (政治人物)、丁世均、文在寅、印在謹、禹潤根（朝鲜语：우윤근） → 文喜相、李錫玄（朝鲜语：이석현）、金星坤（朝鲜语：김성곤 (1952년)）、元惠榮（朝鲜语：원혜영）、禹潤根（朝鲜语：우윤근）
- 院內代表：朴映宣 → 金瑛錄（權限代行） → 禹潤根（朝鲜语：우윤근）
- 事務總長：趙正湜
- 政策委員會議長：禹潤根（朝鲜语：우윤근） → 白在鉉（朝鲜语：백재현 (정치인)）
- 院內首席副代表：金瑛錄 → 安圭伯

#### 第2期最高委員会（2015年2月－2016年1月）
- 黨代表：文在寅
- 院内代表：李鍾杰

最高委员
- 按得票順序：朱昇鎔、田炳憲（朝鲜语：전병헌）、吳泳食、兪承希、秋美愛、李龍得

黨三役
- 政策委議長：姜琪正
- 事務總長：梁承晁

#### 第3期最高委員会（2016年8月－2018年8月）
- 黨代表：秋美愛
- 最高委員：梁香子（全国女性委員長）、宋鉉燮（全国老人委員長）、金炳官（全国青年委員長）、金荣珠 → 金宇南 → 安圭伯（首爾、濟洲地區）、全海澈 → 朴南春 → 尹官石（京畿、仁川地區）、沈基俊 → 朴範界 → 朴完柱（忠清、江原地區）、金椿鎭 → 李炯奭（音译） → 李介昊（湖南地區）、崔仁昊 → 林大潤 → 林同昊（音译） → 閔洪喆（嶺南地區）
- 院内代表：禹相虎 → 禹元植 → 洪永杓
  - 院內資深副代表：朴完柱 → 朴洪根 → 陳善美
- 院內發言團：李在汀、奇東旻 → 姜勳植、諸閏景 → 姜炳遠、朴炅美（前半期）、權美赫（後半期）
- 政策委員會議長：尹昊重 → 金太年
- 事務總長：安圭伯 → 李春錫
- 戰略規劃委員長：李元旭 → 李哲熙 → 琴泰燮 → 金榮鎭
- 宣傳委員長：孫惠園 → 韓貞愛 → 諸閏景
- 對外合作委員長：鄭在浩 → 鄭春淑
- 人才引入委員長：元惠榮 → 陳永
- 民主研究院長：金容益 → 金民錫
- 教育研究院長：安敏錫 → 全惠淑
- 黨代表秘書室長：申昌賢 → 文美玉 → 金政祐
- 黨發言團：尹官石（首席發言人）、琴泰燮 → 高榕禛、朴炅美 → 朴完柱（首席發言人） → 朴範界（首席發言人）、白惠蓮、金玄

#### 第4期最高委員会（2018年8月－2020年8月）
- 黨代表：李海瓚
- 最高委員：朴柱民、南仁順、朴洸瑥、薛勳、金海永（朝鲜语：김해영）、李炯錫
- 院内代表：洪永杓 → 李仁榮 → 金太年
  - 院内首席副代表：徐瑛教
- 政策委員會議長：金太年 → 趙正湜
- 事務局長：尹昊重
- 民主研究院長：金民錫
- 黨代表秘書長：金星煥
- 發言人：洪翼杓（首席發言人）、李在汀、李海植

#### 第5期最高委員会（2020年8月－2021年4月）
- 黨代表：李洛淵 → 金太年（權限代行）
- 最高委員：金鍾民、金海永（朝鲜语：김해영）、盧雄來、申東根、梁香子、朴鸿培（音译）
- 院内代表：金太年
  - 院内首席副代表：金榮鎭
- 政策委員會議長：洪翼杓
- 事務局長：朴洸瑥
- 戰略計畫委員長：鄭泰浩
- 法律委員長：金會在
- 民主研究院長：洪翼杓
- 黨代表秘書室長：吳怜勳
- 黨代表政務室長：金永培
- 黨代表訊息室長：朴來龍
- 道德檢查總監：崔基相
- 黨發言人團：崔仁昊（首席發言人）、朴省俊、洪貞敏（院內發言人）、許榮、姜仙祐、申榮大、崔芝銀（朝鲜语：최지은 (경제학자)）（國際發言人）、洪性國（經濟發言人）

#### 非常對策委員会（2021年4月－2021年5月）
- 非常對策委員長：都鍾煥 → 尹昊重
- 非常對策委員：閔洪喆、李學永、申賢榮（朝鲜语：신현영）、吳永煥、金榮鎭、朴貞炫
- 院內代表：金榮鎭（權限代行） → 尹昊重
  - 院內首席副代表：金榮鎭
    - 院內運營首席副代表：韓秉道
    - 院內計劃首席副代表：金星煥

#### 第6期最高委員会（2021年5月－2022年3月）
- 黨代表：宋永吉
- 最高委員：金容民（首席最高委員）、姜炳遠、金永培、白惠蓮、全惠淑
- 院内代表：尹昊重
  - 院內運營首席副代表：韓秉道
  - 院內計劃首席副代表：金星煥
  - 院內發言人團：韓俊鎬、申賢榮（朝鲜语：신현영）
- 事務總長：朴洸瑥
- 黨代表秘書室長：金映豪
- 黨發言人團：李龍彬（首席發言人）

#### 非常對策委員会（2022年3月－2022年6月）
- 非常對策委員長：尹昊重 → 尹昊重、朴志玹 → 朴洪根（權限代行）
- 非常對策委員：金泰振（音译）、權智熊、李素永、趙應天、蔡利培、裴在禎
- 院內代表：尹昊重 → 朴洪根
  - 院內運營首席副代表：韓秉道
  - 院內政策首席副代表：朴贊大
  - 院內發言人團：韓俊鎬、申賢榮（朝鲜语：신현영）
- 政策委員會議長：朴完柱 → 金星煥
- 事務總長：金榮鎮 → 金敏基
- 戰略規劃委員長：姜勳植
- 對外合作委員長：李庸瑄
- 法律委員長：金會在
- 黨代表事務室長：金映豪
- 黨發言人團：高榕禛（首席發言人）、李龍彬、李素永

#### 非常對策委員会（2022年6月－2022年8月）
- 非常對策委員長：禹相虎
- 非常對策委員：李龍雨、朴在昊、韓貞愛、徐南矣（音译）、金贤政（音译）
- 院內代表：朴洪根
  - 院內運營首席副代表：陳聲準
  - 院內政策首席副代表：朴贊大
  - 院內發言人團：吳永煥、李壽珍
- 政策委員會議長：金星煥
- 事務總長：金敏基
- 戰略規劃委員長：姜勳植
- 對外合作委員長：李庸瑄
- 法律委員長：金會在
- 黨代表秘書室長：金映豪
- 黨發言人團：高榕禛（首席發言人）、李龍彬、李素永

#### 第7期最高委員會（2022年8月－2024年8月）
- 黨代表：李在明 → 朴贊大（代理）
- 最高委員：鄭清來（首席最高委員）、高旼廷、徐瑛敎、張耿態、徐銀淑 → 全恩秀、林仙淑 → 宋甲錫 → 朴貞炫 → 姜敏求（朝鲜语：강민구 (정치인)）
- 院內代表：朴洪根 → 朴洸瑥 → 洪翼杓 → 朴贊大
  - 院內運營首席副代表：陳聲準 → 宋基宪
 → 朴柱民 → 朴省俊
  - 院內政策首席副代表：魏圣坤 → 郑春淑
 → 柳东秀 → 金容民
  - 院內發言人團：吳永煥、李壽珍
 → 尹永德、林五卿、崔惠英
 → 姜由楨、盧宗勉、尹鍾君
- 政策委員會議長：金星煥 → 金民锡 → 李介昊 → 陳聲準
- 事務總長：金敏基 → 赵正湜 → 金润德
- 戰略規劃委員長：姜勳植 → 文振硕 → 韩秉道 → 闵炯培
- 對外合作委員長：李庸瑄 → 朴海澈
- 法律委員長：金會在 → 金胜源、楊富男 → 朴均澤、李庸宇
- 黨代表秘書室長：千俊镐
- 黨發言人團：安浩永（首席發言人）、朴省俊、金宜謙、林五卿 → 权七胜（首席發言人）、朴省俊、姜仙祐 → 朴省俊（首席發言人）、韩玟洙、黃靖雅 → 李海植（首席發言人）、韩玟洙、黃靖雅

#### 第8期最高委員會（2024年8月－2025年6月）
- 黨代表：李在明 → 朴贊大（代理）
- 最高委員：金民锡（首席最高委員）、全贤姬、韩俊镐、金炳周、李彦周、朱哲铉 → 洪性国、宋淳鎬
- 院內代表：朴贊大
  - 院內運營首席副代表：朴省俊
  - 院內政策首席副代表：金容民
  - 院內發言人團：姜由楨、盧宗勉、尹鍾君
- 政策委員會議長：陳聲準
- 事務總長：金润德
- 戰略規劃委員長：千俊镐
- 對外合作委員長：朴海澈、金鉉正
- 法律委員長：朴均澤、李庸宇
- 黨代表秘書室長：李海植
- 黨發言人團：赵承来（首席發言人）、韩玟洙、黃靖雅、金城會、朴炅美、安贵朎、李建台

#### 第9期最高委員會（2025年6月至今）
- 黨代表：金炳基（代理） → 郑清來
- 最高委員：全贤姬（首席最高委员）、韩俊镐、金炳周、李彦周、黃明善、洪性国 → 徐参锡、宋淳鎬 → 待定
- 院內代表：金炳基
  - 院內運營首席副代表：文振硕
  - 院內政策首席副代表：许荣
  - 院內沟通首席副代表：朴商赫
  - 院內發言人團：金鉉正、文今柱、白承婀
- 政策委員會議長：陳聲準 → 韓貞愛
- 事務總長：金润德 → 趙承來
- 戰略規劃委員長：千俊镐 → 李海植
- 對外合作委員長：金鉉正、朴弘培
- 法律委員長：朴均澤、李庸宇
- 黨代表秘書室長：韓玟洙
- 黨發言人團：朴洙賢（首席发言人）、權香葉、文大林、朴智慧、夫勝粲

## 主要選舉記錄

### 總統大選
| 年度   | 選舉   | 候選人 | 得票       | 得票率 |  | 結果 |
| ------ | ------ | ------ | ---------- | ------ |  | ---- |
| 2017年 | 第19屆 | 文在寅 | 13,423,800 | 41.08% |  | 當選 |
| 2022年 | 第20屆 | 李在明 | 16,147,738 | 47.83% |  | 落選 |
| 2025年 | 第21屆 | 李在明 | 17,287,513 | 49.42% |  | 當選 |

### 國會選舉
| 年度   | 選舉   | 贏得席位  | 區域得票數 | 區域得票率 | 區域席位  | 比例得票數             | 比例得票率 | 比例席位 | 選舉結果         | 領袖            |
| ------ | ------ | --------- | ---------- | ---------- | --------- | ---------------------- | ---------- | -------- | ---------------- | --------------- |
| 2016年 | 第20屆 | 123 / 300 | 8,881,369  | 37.00%     | 110 / 253 | 6,069,744              | 25.54%     | 13 / 47  | ▲ 21席; 第一大黨 | 金鍾仁 （代理） |
| 2020年 | 第21屆 | 180 / 300 | 14,345,425 | 49.91%     | 163 / 253 | 9,307,112              | 33.35%     | 17 / 47  | ▲ 43席; 第一大黨 | 李海瓚          |
| 2020年 | 第21屆 | 180 / 300 | 14,345,425 | 49.91%     | 163 / 253 | 以共同市民黨名義參選   |            |          | ▲ 43席; 第一大黨 | 李海瓚          |
| 2024年 | 第22屆 | 175 / 300 | 14,758,083 | 51.21%     | 161 / 254 | 7,567,459              | 26.69%     | 14 / 46  | ▼ 5席; 第一大黨  | 李在明          |
| 2024年 | 第22屆 | 175 / 300 | 14,758,083 | 51.21%     | 161 / 254 | 以共同民主聯合名義參選 |            |          | ▼ 5席; 第一大黨  | 李在明          |

### 地方選舉
| 年度   | 選舉  | 廣域團體長 | 廣域自治議員 | 基礎團體長 | 基礎自治議員  | 領袖                   |
| ------ | ----- | ---------- | ------------ | ---------- | ------------- | ---------------------- |
| 2014年 | 第6屆 | 9 / 17     | 349 / 789    | 80 / 226   | 1,157 / 2,898 | 安哲秀 金漢吉          |
| 2018年 | 第7屆 | 14 / 17    | 652 / 824    | 151 / 226  | 1,638 / 2,927 | 秋美愛                 |
| 2022年 | 第8屆 | 5 / 17     | 322 / 872    | 63 / 226   | 1,384 / 2,988 | 尹昊重 朴志玹 （代理） |

### 補選
| 選舉       | 國會議員 | 廣域自治團體長 | 基礎自治團體長 | 廣域自治團體議員 | 基礎自治團體議員 | 領袖                   |
| ---------- | -------- | -------------- | -------------- | ---------------- | ---------------- | ---------------------- |
| 2014年7月  | 4 / 15   | 不適用         | 不適用         | 不適用           | 0 / 1            | 安哲秀 金漢吉          |
| 2014年10月 | 不適用   | 不適用         | 不適用         | 不適用           | 0 / 2            | 文喜相 （代理）        |
| 2015年4月  | 0 / 4    | 不適用         | 不適用         | 0 / 1            | 2 / 7            | 文在寅                 |
| 2015年10月 | 不適用   | 不適用         | 0 / 1          | 2 / 9            | 0 / 14           | 文在寅                 |
| 2016年     | 不適用   | 不適用         | 3 / 8          | 9 / 17           | 11 / 26          | 金鍾仁 （代理）        |
| 2017年4月  | 0 / 1    | 不適用         | 1 / 3          | 1 / 7            | 5 / 19           | 秋美愛                 |
| 2017年5月  | 不適用   | 不適用         | 不適用         | 1 / 1            | 2 / 4            | 秋美愛                 |
| 2018年     | 11 / 12  | 不適用         | 不適用         | 不適用           | 不適用           | 秋美愛                 |
| 2019年     | 0 / 2    | 不適用         | 不適用         | 不適用           | 0 / 3            | 李海瓚                 |
| 2020年     | 不適用   | 不適用         | 5 / 8          | 6 / 17           | 15 / 33          | 李海瓚                 |
| 2021年     | 不適用   | 0 / 2          | 0 / 2          | 2 / 8            | 2 / 9            | 金太年 （代理）        |
| 2022年3月  | 0 / 5    | 不適用         | 不適用         | 不適用           | 不適用           | 宋永吉                 |
| 2022年6月  | 2 / 7    | 不適用         | 不適用         | 不適用           | 不適用           | 尹昊重 朴志玹 （代理） |
| 2023年4月  | 0 / 1    | 不適用         | 0 / 1          | 0 / 2            | 2 / 4            | 李在明                 |
| 2023年10月 | 不適用   | 不適用         | 1 / 1          | 不適用           | 不適用           | 李在明                 |
| 2024年4月  | 不適用   | 不適用         | 1 / 2          | 11 / 17          | 15 / 26          | 李在明                 |
| 2024年10月 | 不適用   | 不適用         | 2 / 4          | 不適用           | 不適用           | 李在明                 |
| 2025年4月  | 不適用   | 不適用         | 3 / 5          | 3 / 8            | 6 / 9            | 李在明                 |